# Сруога, Даниэла
Даниэла Лусия Сруога (исп. Daniela Lucía Sruoga, родилась 21 сентября 1987 года в Буэнос-Айресе) — аргентинская хоккеистка на траве, нападающая клуба ГЕБА и сборной Аргентины. Серебряный призёр летних Олимпийских игр 2012 года, чемпионка мира 2010 года, трёхкратная победительница Трофея чемпионов. Отмечена наградами со стороны министерства спорта Аргентины. Сестра хоккеистки на траве Хосефины Сруога.

## Спортивная карьера
Начала играть в возрасте 5 лет, воспитанница школы клуба ГЕБА (Гимнасия и Эсгрима де Буэнос-Айрес), выступает за эту команду и поныне. В хоккее играет вместе с сёстрами Агустиной, Эугенией и Хосефиной. В сборной дебютировала в 2009 году в Панамериканском кубке. В 2010 году выиграла чемпионат мира, была номинирована на приз лучшего молодого игрока мира по версии ФИХ. Выиграла трижды Трофей чемпионов в 2009, 2010 и 2012 годах. Серебряный призёр Олимпиады-2012, бронзовый призёр чемпионата мира-2014.

## Вне карьеры игрока
Изучает социологию в университете Буэнос-Айреса. Получила среднее образование в колледже Canada School.